# Huvo
Huvo is een historisch merk van motorfietsen.
Huvo was een Nederlands bedrijf van Jan Huberts en Jaap Voskamp, dat zich in de jaren zeventig bezighield met het sneller maken van MBA- en Minarelli-racers en -crossers. Later kwamen de bekende Huvo-Casal crossers en racers op de markt.
In het wereldkampioenschap van 1983 werkte Huvo samen met de topconstructeur Jorg Möller, die namens Huvo de 125cc-MBA van Bruno Kneubühler tunede. Kneubühler werd met die machine tweede in het wereldkampioenschap. Aan het einde van het seizoen 1983 werd de 80cc-klasse ingevoerd. Voor het seizoen 1984 betaalde de oud-wereldkampioen Pier Paolo Bianchi om met een Huvo-fabrieksracer te kunnen starten, naast Willem Heykoop. Bianchi werd derde in het WK. Hans Spaan werd met een productieracer zesde in het kampioenschap, maar hij had tijdens de TT van Assen een fabrieksracer gekregen, waarmee hij in die race tweede werd. In het seizoen 1985 werd Theo Timmer de beste Huvo-rijder met de zevende plaats in het kampioenschap. In het seizoen 1986 eindigde Hans Spaan op de vierde plaats. In het seizoen 1987 kon het HuVo-Casal-team geen indruk meer maken in het WK. Hans Spaan eindigde als dertiende en stapte daarna over naar de 125cc-klasse. 